# Sakura Motoki
Sakura Motoki (元木 咲良, Motoki Sakura, Saitama, 20 de fevereiro de 2002) é uma lutadora de estilo-livre japonesa.

## Carreira
Sakura Motoki chegou às semifinais na categoria estilo livre feminino de 59 kg no Campeonato Mundial de Luta Livre de 2022 em Belgrado, Sérvia, ao derrotar a turca Ebru Dağbaşı no primeiro round com uma vantagem de 5–0 e Alyona Kolesnik, competindo pelo Azerbaijão, nas quartas de final com uma vantagem de 6–0. Ela perdeu para Anastasia Nichita da Moldávia por 7–5 na semifinal. Na luta pela medalha de bronze, ela ganhou a medalha de bronze ao derrotar a chinesa Zhang Qi com um pin enquanto liderava por 7–0.
Em 2023, Motoki competiu no evento feminino de 62 kg no Campeonato Mundial de Luta Livre realizado em Belgrado, Sérvia, e ganhou a medalha de prata. Como resultado, ela ganhou uma vaga para o Japão nas Olimpíadas de Verão de 2024 em Paris, França.
Em 2024, ela ganhou a medalha de prata no evento feminino de 62 kg no Campeonato Asiático de Luta Livre realizado em Bishkek, Quirguistão. Motoki ganhou a medalha de ouro no evento feminino de 62 kg nas Olimpíadas de Verão de 2024 em Paris, França. Ela derrotou Iryna Koliadenko da Ucrânia em sua luta pela medalha de ouro.